# Hasi Hatas
Hasi Hatas (en árabe: أكتي الغازي‎, en lenguas bereberes: ⴰⴳⵜⵉ ⵍⵖⴰⵣⵉ, en francés: Agti El Ghazi) es una localidad del Sáhara Occidental controlado por Marruecos, en la provincia del Bojador. Hasta 1976 perteneció al territorio de Sahara español.